# Envenenamiento por radiación

Símbolo de peligro radiactivo.

El envenenamiento por radiación, también conocido como radiotoxemia o síndrome por radiación aguda (o, antiguamente, enfermedad de los rayos) es el conjunto de efectos negativos en la salud causados por la exposición a excesivas cantidades de radiación ionizante.
El término se usa generalmente para referirse a problemas agudos debidos a una de las dosis grave de radiación absorbida en un período corto de tiempo. Muchos de los síntomas del envenenamiento por radiación se dan cuando la radiación ionizante interfiere en el proceso de división celular. Esta interferencia causa especiales problemas a las células con alta tasa de renovación, células que en condiciones normales se reproducirían rápidamente. Por ejemplo, las células que cubren la parte interna del tracto gastrointestinal o las células hematopoyéticas de la médula ósea.

## Descripción
Por lo general, se manifiesta por una fase prodrómica no letal en los minutos u horas siguientes a la irradiación. Dura entre algunas horas y algunos días y suele manifestarse a menudo por los siguientes signos clínicos: diarrea, náuseas, vómitos, anorexia (falta de apetito) y eritema (manchas en la piel). Le sigue un período de latencia, de aparente curación, más breve en la medida en que la irradiación haya sido más severa; dura de unas cuantas horas a varias semanas. Finalmente, sobreviene la fase aguda, potencialmente mortal, que se manifiesta por un vasto abanico de posibles síntomas, estando los más frecuentes vinculados a trastornos hematopoyéticos (producción de células sanguíneas), gastrointestinales, cutáneos, respiratorios y cerebrovasculares.
Las fuentes de radiación naturales no son, por lo general, lo bastante intensas como para provocar radiotoxemia, de manera que ésta viene provocada la mayoría de las veces por actividades humanas: un accidente nuclear grave en un laboratorio o en una central nuclear, exposición a una fuente radiactiva potente (yacimiento, instrumentación o vertido) o una explosión atómica. Marie Curie, descubridora del polonio y del radio, y doble Premio Nobel de física y química, que trabajó sin protección durante años con materiales radiactivos padeció esta enfermedad; los efectos nocivos de la radiación ionizante no se conocían en ese momento y los experimentos se realizaban sin las medidas de seguridad oportunas.

## Unidades para la medición de radiación
El Roentgen (R) es la medida de la carga eléctrica producida por las radiaciones X (ionización) o gamma depositada en aire seco en condiciones estándar. Definida como la carga eléctrica depositada por 1 gramo de radio-226 medido a una yarda de distancia en una hora, se sustituyó por la unidad X (C/kg) incluida en el sistema internacional de unidades, pero sin un nombre definido todavía, con lo que sigue siendo más popular para esta magnitud la unidad antigua.
El rad (acrónimo de radiation absorbed dose) es una unidad de dosis absorbida en términos de energía depositada en la materia. El rad se definió como una dosis absorbida de 100 ergios de energía por gramo de materia.
La unidad más reciente de la dosis absorbida, usada en el sistema internacional de unidades es el gray, que se define como 1 julio de energía depositada por kilogramo de materia. La equivalencia entre ambas unidades es de 1 Gy = 100 rad.
Para determinar el riesgo de la radiación se mide la "eficacia biológica relativa" de la radiación, obteniendo un factor de corrección (Q antes, RBE ahora) que multiplicando a la dosis absorbida da como resultado una medida directa de la dosis efectiva biológica. Esta dosis efectiva biológica, o dosis efectiva simplemente, se mide en rem (acrónimo de roentgen equivalent man), el cual es igual a la "dosis de radiación" absorbida (medida en rads) multiplicada por un "factor de calidad" que valora la eficacia de cada tipo particular de radiación.
En el sistema internacional de unidades la "eficacia biológica relativa" de la radiación se mide en sieverts (Sv), que es igual a 100 rems.
Para las partículas alfa la "eficacia biológica relativa" puede llegar a valer 20, de modo que un rad sería equivalente a 20 rems. Lo mismo es aplicable a la radiación de neutrones. En cambio para las partículas beta, los rayos x y los gamma, la "eficacia biológica relativa" se valora como 1 por lo que en dichos tipos de radiación el rad y el rem serían equivalentes.

## Síntomas y efectos
Los síntomas de la enfermedad por radiación se convierten en más serios (y la posibilidad de supervivencia disminuye) cuando se incrementa la dosis de la radiación.
La exposición crónica a la radiación ionizante puede causar leucemia y otros cánceres. La capacidad de la radiación de impedir la división celular es también usada en el tratamiento del cáncer (radioterapia).
Otros síntomas que produce el envenenamiento por radiación son pérdida de pelo, diarrea, fatiga, náuseas, vómitos, desmayos, quemaduras de piel, y a altas dosis, la muerte.
Una dosis de radiación extremadamente alta para el cuerpo entero, como 100 Sv (10 000 rems) causa en un período corto inconsciencia y muerte, ya que se destruyen las células nerviosas.
Una dosis menor (pero todavía alta) causaría una enfermedad grave inmediata, después de la cual la víctima parecerá que se recupera, sólo para morir unos días después, cuando las células intestinales que se dividen rápidamente fallen.
El envenenamiento por radiación puede resultar por la exposición accidental a fuentes de radiación naturales o industriales. Las personas que trabajan con materiales radiactivos a menudo llevan dosímetros para controlar su exposición total a la radiación. Estos aparatos son más adecuados que los contadores Geiger para determinar los efectos biológicos, ya que miden la exposición acumulativa en el tiempo, y son calibrados para cambiar de color o proporcionar algún tipo de señal que avisa al usuario antes de que la exposición alcance niveles inseguros.
La radiactividad causó la enfermedad y muerte después de los bombardeos de Hiroshima y Nagasaki a aproximadamente el 1% de las personas expuestas que sobrevivieron a las explosiones iniciales. La tasa de mortalidad debida a la radiación fue más elevada en Hiroshima, porque aunque Fat Man (el nombre de la bomba usada en Nagasaki) tenía un rendimiento más alto que Little Boy (el nombre de la bomba usada en Hiroshima), Fat Man era un arma de plutonio, la cual para el mismo rendimiento fue mucho menos radiactiva que un arma de uranio.
El envenenamiento por radiación continúa siendo una de las mayores preocupaciones después del accidente del reactor nuclear de Chernóbil. De los 100 millones de curies (4 exabecquerels) de material radiactivo liberado, los isótopos radiactivos de xenón-133 y yodo-131 fueron inicialmente los más peligrosos. Debido a su corta vida media actualmente han decaído, dejando a los productos de vida media más larga (como el cesio-137 y el estroncio-90) como los más peligrosos en este momento.

## Efectos en la salud

### Julios por kilogramo de materia viva
Las dosis equivalentes se indican en sieverts. El siervert mide la cantidad de energía en julios absorbida por un kg de materia viva. Los síntomas corresponden a una irradiación de todo el cuerpo con una dosis promedio igual al valor indicado.

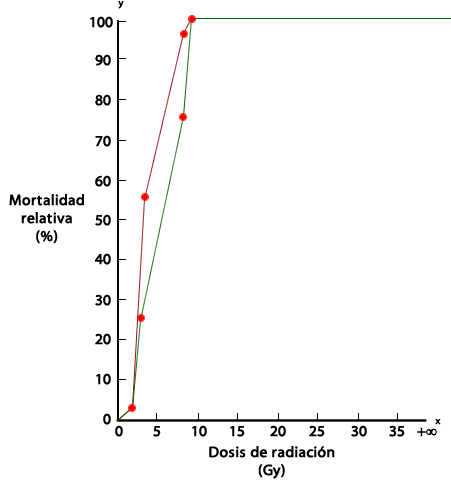
La dosis de radiación está expresada en Grays.
Mortalidad sin cuidados posteriores.
Mortalidad con cuidados posteriores.

| Dosis de radiación (Sv) | Síntomas comunes | Mortalidad relativa       |
| ----------------------- | --- | ------------------------- |
| 0,05 - 0,2 Sv           | Sin síntomas a corto plazo, aunque, según diversas estimaciones, existe riesgo potencial de cáncer.                                                                                                  | Sin mortalidad aparente.  |
| 0,2 - 0,5 Sv            | Sin síntomas a corto plazo visibles. Descenso temporal en el número de glóbulos rojos. | Sin mortalidad aparente.  |
| 0,5 - 1 Sv              | Intoxicación leve por radiación: Dolor de cabeza y esterilidad masculina temporal. | Sin mortalidad aparente.  |
| 1 - 2 Sv                | Intoxicación moderada por radiación: Náuseas débiles, vómitos ocasionales, anorexia, fatiga. Depresión del sistema inmune y riesgo de infección.                                                     | 10 % en 30 días.          |
| 2 a 3 Sv                | Intoxicación grave por radiación: náuseas, vómitos frecuentes, pérdida de pelo y fatiga. Pérdida masiva de leucocitos y por tanto, aumento del riesgo de infección. Esterilidad femenina permanente. | 35 % en 30 días.          |
| 3 a 4 Sv                | Intoxicación grave por radiación: náuseas, vómitos, hemorragias en la boca, piel y riñones. | 50 % en 30 días.          |
| 4 - 6 sv                | Intoxicación grave por radiación: Náuseas, vómitos, hemorragias internas e infecciones. Esterilidad femenina.                                                                                        | 60 % en 30 días.          |
| 6 - 10 sv               | Intoxicación aguda por radiación: Destrucción parcial o total de la médula ósea, daño en el tejido gástrico e intestinal. Posterior infección, hemorragia interna y muerte.                          | 100 % en 14 días.         |
| 10 a 50 sv              | Intoxicación aguda por radiación: Pérdida total de la médula ósea. Muerte celular gástrica e intestinal, diarrea masiva, hemorragias internas, pérdida de agua, delirio, coma y muerte.              | 100 % en 7 días.          |
| 50 a 80 sv              | Intoxicación aguda por radiación: Desorientación, coma y muerte. | 100 % en cualquier lapso. |

### Julios por kilogramo de materia
Las dosis absorbidas se indican en grays. A diferencia del siervert, el gray no distingue entre materia viva y no viva. La tasa de mortalidad indica en porcentaje la posibilidad de muerte en cualquier lapso de tiempo después de la exposición a la radiación, siempre que esta no se haya tratado.
| Exposición (Gy) | Síntomas comunes | Tasa de mortalidad |
| --------------- | --- | ------------------ |
| 1 - 2 Gy        | Náuseas y vómitos. Leucopenia moderada y fatiga. | 0 a 5 %            |
| 2 - 6 Gy        | Náuseas, vómitos, diarrea poco frecuente, pérdida moderada de pelo, fiebre moderada. Leucopenia grave, hemorragias, infección.                                                     | 5 a 100 %          |
| 6 - 8 Gy        | Náuseas, vómitos, diarrea, pérdida de pelo, fiebre elevada, leucopenia grave, hipotensión, alteración electrolítica, desorientación.                                               | 95 a 100 %         |
| 8 – 30 Gy       | Náuseas, vómitos, diarrea, pérdida de pelo, fiebre elevada, leucopenia grave, hipotensión, alteración electrolítica, desorientación, Shock circulatorio, incapacitación cognitiva. | 100 %              |
| 30 - ∞ Gy       | convulsiones, temblores, ataxia, letargia y muerte en menos de 48 horas. | 100 %              |